# Famine au Bengale de 1770
La famine au Bengale de 1770 est l'une des premières famines meurtrières à s'être déroulée durant la colonisation du sous-continent indien par l'Empire britannique, en raison de mauvaises récoltes de riz et d'un conflit armé entre la puissance coloniale et les pouvoirs locaux. Selon les estimations, de un million à dix millions de personnes, soit un trentième à un tiers de la population, sont mortes de la faim durant cette période, alors que des régions proches disposaient de récoltes excédentaires.

## Contexte
La famine du Bengale de 1770 s'est déroulée de 1769 à 1773 dans la plaine du Gange, dans la partie indienne du Bengale, alors sous le contrôle de la Compagnie britannique des Indes orientales. Le territoire touché incluait les régions d'Assam, Odisha, Bihar, et Jharkhand. La Compagnie anglaise des Indes orientales reçoit en don la ville de Calcutta du prince Shah Shuja à la fin du XVIIe siècle puis étend son emprise au cours du siècle suivant, à la suite de plusieurs victoires militaires.
Ayant été soigné par le chirurgien britannique Hamilton, l'empereur Farrukhsiyâr concède en 1717 aux Anglais des avantages commerciaux importants. En 1764, le moghol Shâh Âlam II accorde le diwani (revenus commerciaux) du Bengale, du Bihâr et de l'Orissa à la Compagnie anglaise des Indes orientales contre le paiement de 3 200 000 roupies par an.
Une première baisse des récoltes se produit en 1768, puis est suivie de conditions climatiques plus sévères en 1769, avec en particulier une sècheresse. En 1769 aussi, les Britanniques restreignent les droits des Bengalis à commercialiser certains produits. En 1770, une meilleure pluviométrie permet d'atténuer la famine, mais très temporairement.
La population victime de la famine retourne dans la jungle, où elle ne trouve guère à manger, et migre en masse, abandonnant ses terres. La culture de l'opium réduit aussi les dimensions disponibles pour les cultures vivrières. C'est aussi de cette époque que date le départ de la première phase de la disparition des tigres du Bengale : en concurrence avec les humains qui chassaient dans les forêts, de nombreux fauves sont tués. En avril 1770, lorsque la famine diminue ses recettes fiscales, la Compagnie anglaise des Indes orientales augmente d'encore 10% le volume des taxes, déjà élevé. Elle a pour objectif ainsi de maintenir le niveau de sa rentabilité. Malgré cette politique contestée, la Compagnie anglaise des Indes orientales se retrouve en quasi-faillite en 1772, causant la débâcle financière de plusieurs de ses actionnaires.
La région vivra beaucoup plus tard un autre épisode meurtrier, la famine au Bengale de 1943.